# Panteón de la Patria
El Panteón de la Patria, es un mausoleo de la República Dominicana donde se conservan los restos de personajes destacados de su historia. El Panteón está ubicado en la Zona Colonial de Santo Domingo.
Desde 1990, forma parte del Patrimonio de la Humanidad de la UNESCO, adscrito a la Ciudad Colonial de Santo Domingo. Como tal, es operado y mantenido por el Ministerio de Cultura.

## Historia
El edificio fue una  de las últimas edificaciones construidas por los españoles en suelo dominicano. No se sabe con certeza la fecha del inicio de su construcción pero algunos historiadores suponen que fue entre los años 1714 y 1755 y se le atribuye a Jerónimo Quezada y Garçon. Sirvió originalmente como una iglesia de la Orden de los jesuitas. 
Cuando los jesuitas fueron expulsados del país en 1767, al edificio le fueron dados diversos usos: fue utilizado como almacenes de tabaco, y luego como sede del primer teatro dominicano con fines puramente artísticos creado por la Sociedad de Amantes de las Letras en 1860 hasta 1878 cuando se convirtió en el teatro La Republicana que funcionó hasta 1917. Más tarde alojó oficinas gubernamentales hasta 1956.
En 1958, durante la era de Trujillo, se restauró, a un costo de RD$438,938.00, (suma muy elevada para la época), bautizándolo luego como «Panteón Nacional»: un mausoleo para albergar los restos de los héroes nacionales, civiles y militares. El majestuoso candelabro que cuelga en el centro de la capilla fue un obsequio de Francisco Franco a Trujillo. Justamente debajo del candelabro hay una flama que arde las 24 horas del día.
A partir de junio 2023, el edificio pasa a ser una dependencia del Ministerio de Cultura, mediante el decreto n.º 214-23, dejando, por tanto, de ser una dependencia del Ministerio del Interior y Policía. De esta manera, la oficina de Cultura, concretamente el viceministerio de Patrimonio Cultural, recibió las funciones de promover y salvaguardar el Panteón de la Patria.

## Descripción

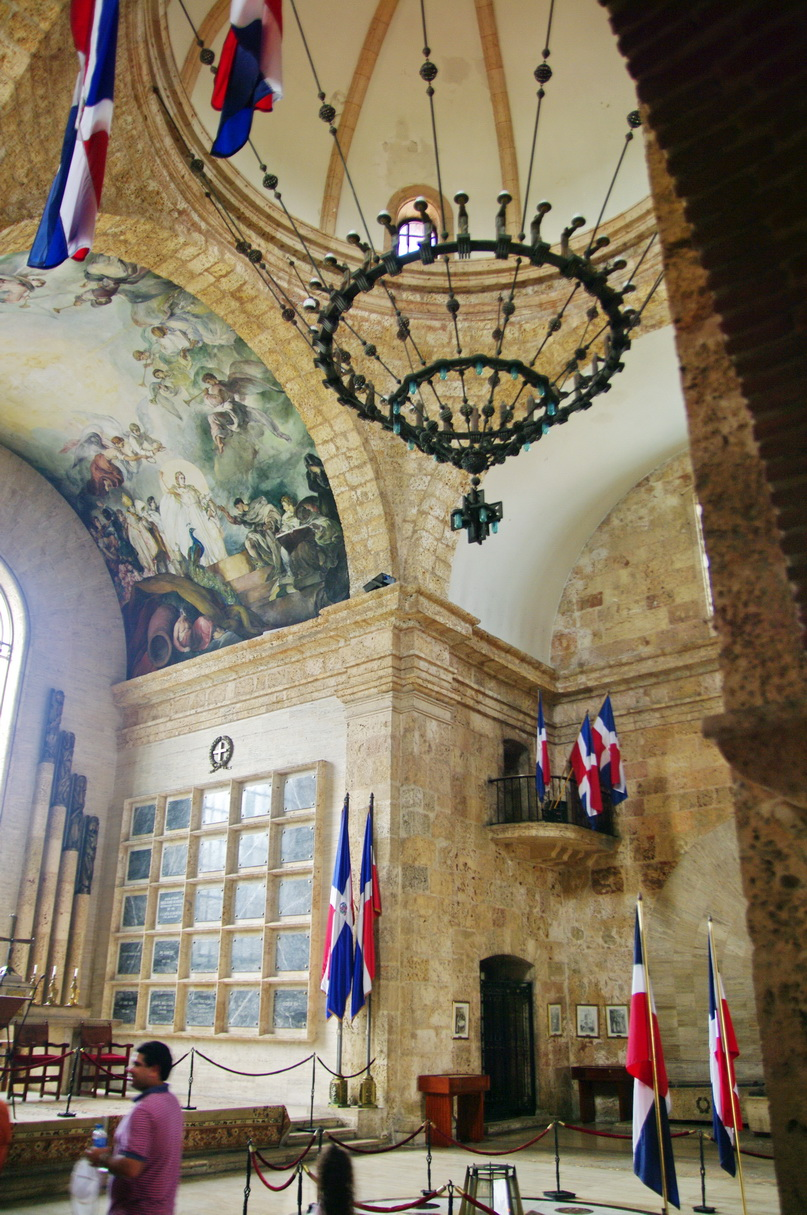
Interior del edificio, donde se aprecia el altar mayor

El Panteón de la Patria tiene alrededor de 36 espacios vacíos para albergar a futuros próceres. También existe un espacio vacío sin placa, dedicada al soldado desconocido.  Hay una guardia de Honor permanente, compuesta por efectivos de la guardia presidencial, vestidos de gala, sin mover ni un solo músculo. Uno de ellos hace un paseo solemne de ronda en el pasillo central, que va desde la entrada principal hasta justo al frente del altar mayor. En el panteón, conjuntamente con la bandera dominicana se exhiben las banderas de la Fuerza Aérea, de la Armada y del Ejército de República Dominicana.

## Personas sepultadas y recorrido
Los enterramientos y placas se distribuyen entre las dos naves laterales y el altar mayor.
La entrada al edificio se realiza por la pared este. El acceso se hace por la puerta de la izquierda, desde donde se continúa por la nave sur, se cruza frente al altar mayor y se prosigue por la nave norte, para salir nuevamente por la pared oriental.
La más reciente incorporación es la tumba donde descansan los restos de la sufragista Abigaíl Mejía, traslado realizado en septiembre de 2023.

### Nave sur
En este pasillo están enterrados:
- Eugenio María de Hostos
- Abigaíl Mejía Soliere
- Francisco Henríquez y Carvajal
- Federico Henríquez y Carvajal
- Salomé Ureña
- Pedro Henríquez Ureña

### Altar mayor
En el propio altar, detrás de la mesa, hay tres grandes tumbas:
- Gregorio Luperón
- Ulises Francisco Espaillat
- Benigno Filomeno de Rojas

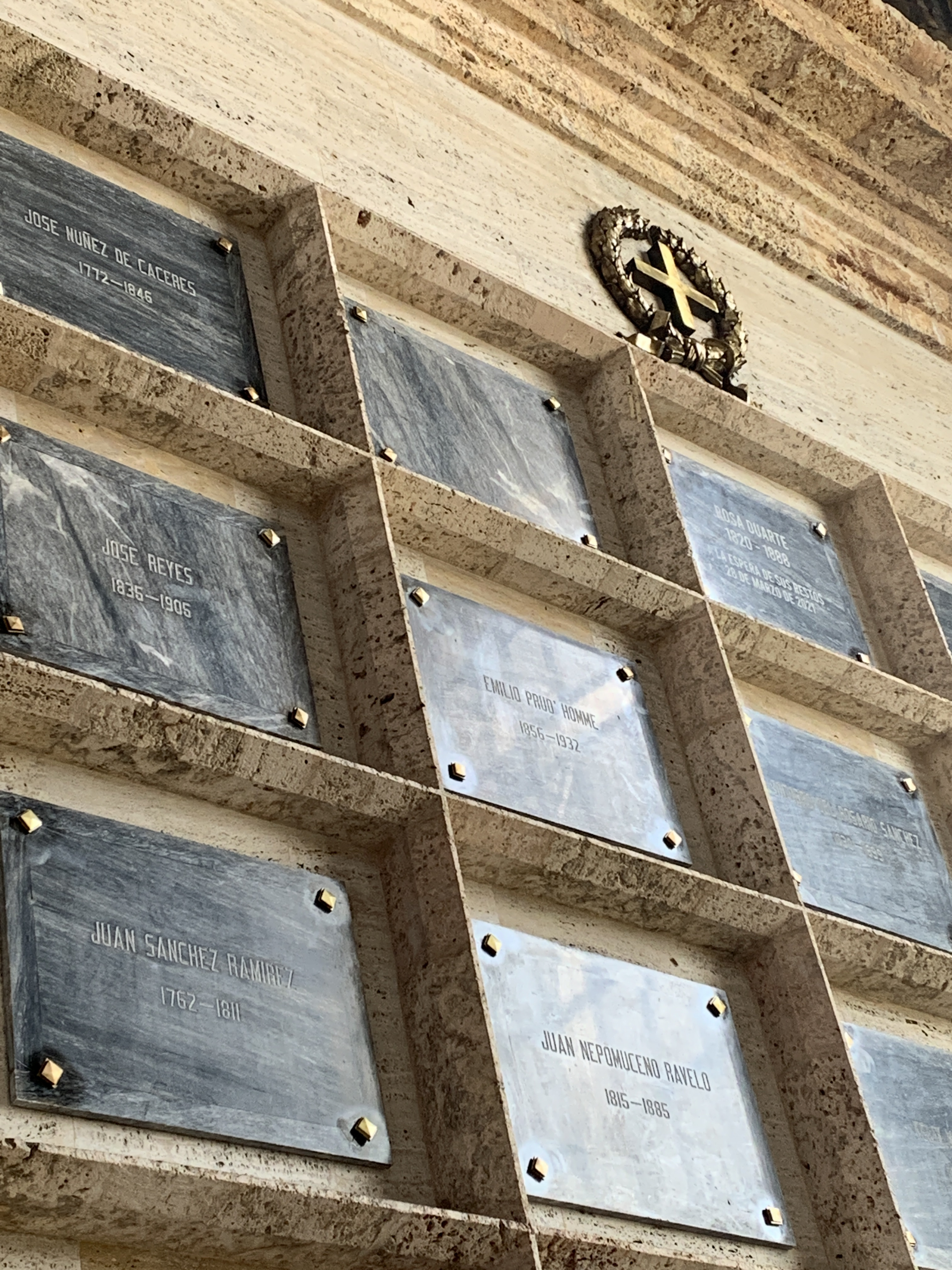
Pared sur: placas de José Núñez de Cáceres (arriba), Emilio Prud'Homme, José Reyes, Juan Sánchez Ramírez y Juan Nepomuceno Ravelo

En la pared sur del altar se encuentran las siguientes placas:
- Gaspar Polanco
- José María Cabral
- Francisco Gregorio Billini
- Benito Monción Durán
- Cayetano Abad Rodríguez
- Santiago Rodríguez Masagó
- Juan Isidro Pérez
- Antonio Duvergé
- María Trinidad Sánchez
- Pedro Alejandrino Pina García
- Juan Sánchez Ramírez
- Juan Nepomuceno Ravelo
- Félix María Ruiz
- Balbina de Peña, viuda Sánchez
- José Joaquín Puello
- José Reyes
- Emilio Prud'Homme
- Socorro del Rosario Sánchez
- José María Serra
- Ángel Perdomo
- José Núñez de Cáceres
- Rosa Duarte

En la pared norte del altar se encuentran las siguientes placas:
- Concepción Bona
- Américo Lugo
- Pedro Santana
- Antonio del Monte y Tejada
- José Gabriel García
- José Joaquín Pérez
- Gastón Fernando Deligne
- Juan Alejandro Acosta
- Juan Bautista Cambiaso
- Timoteo Ogando Encarnación

### Nave norte
En este pasillo están:
- Francisco Antonio Salcedo
- Pedro Francisco Bonó
- Rafael Tomás Fernández Domínguez
- Francisco Alberto Caamaño Deñó
- Gregorio Gilbert Suero